# 先锋水库
先锋水库是中国黑龙江省黑河市北安市境内的一座水库，位于乌峪尔河支流上，建于1978年。水库正常库容为700万立方米，集雨面积为118平方千米，海拔为242.37米。